# هلفيلية
الهلفيلية (الاسم العلمي: Helvellaceae) هي فصيلة من الفطريات تتبع رتبة الفنجانيات من طائفة الفنجاناويات.

## أجناس
- الهلفيلة